# Ausztráliai fővárosi terület
Az Ausztráliai fővárosi terület Ausztrália legkisebb önkormányzattal rendelkező közigazgatási egysége. Területe egy enklávé Új-Dél-Wales államban. Itt található Ausztrália fővárosa, Canberra.